# Alfred de Claparède
Alfred de Claparède, född 10 februari 1842 i Genève, död 27 september 1922 i Berlin,  var en schweizisk diplomat. Han var kusin till Arthur de Claparède.
de Claparède inträdde 1869 på den diplomatiska banan och var envoyé 1888-1894 i Washington, D.C. (som sådan 1893 ledamot av en skiljedomstol rörande Förenta staterna och Chile), 1894–1904 i Wien och 1904–1917 i Berlin. Åren 1915-1917 var han samtidigt ackrediterad i Stockholm, där han var Schweiz förste envoyé. 